# 袁鸿祐
袁鸿祐（1841年—1912年5月7日），字樵荪，安徽泗县人。中华民国成立后，曾任新疆都督。

## 生平
袁鸿祐曾在甘肃新疆巡抚手下任喀什噶尔道尹，是民国新疆省第二任都督。1912年中华民国成立、袁大化被北洋政府任命为新疆都督。后来因伊犁革命党进攻，袁大化于同年4月推荐袁鴻祐继任都督，自己离职逃跑。袁鴻祐正式接任新疆都督前于5月7日被哥老会刺客暗殺。